# Las aventuras de Roderick Random

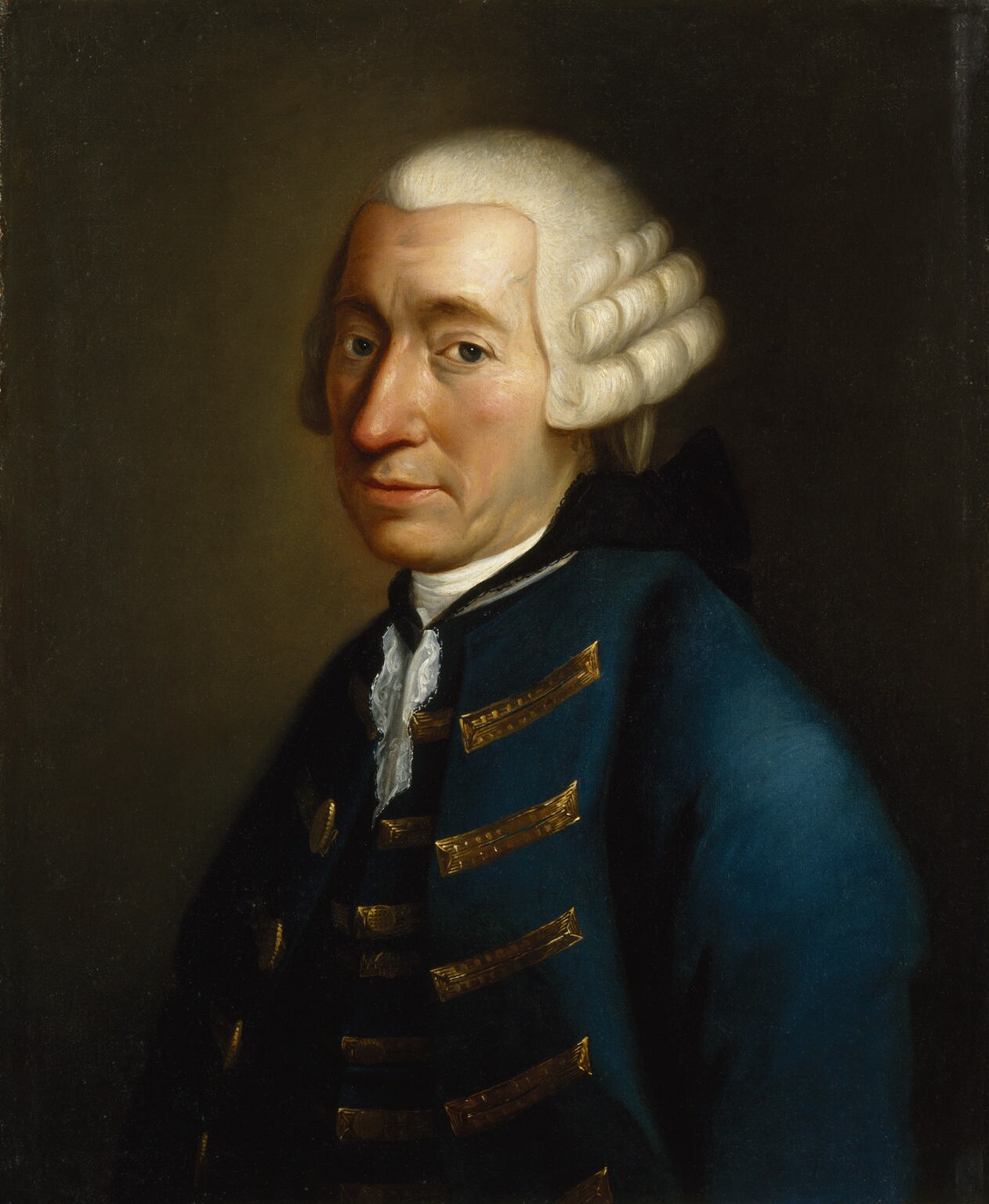
La novela Las aventuras de Roderick Random contiene múltiples episodios biográficos de la vida de su autor: Tobias Smollett.

Las Aventuras de Roderick Random (The Adventures of Roderick Random) es una novela picaresca escrita por Tobias Smollett, la primera que escribió, publicada por primera vez en 1748. La novela tiene una carácter parcialmente autobiográfico, al retratar bajo la piel de su protagonista, Roderick Random, las experiencias de Smollett como cirujano de la Royal Navy (Marina Real Británica), especialmente durante la Batalla de Cartagena de Indias de 1741, de la que la novela contiene una muy valiosa, vívida y dura descripción. En ella Smollett critica con gran sarcasmo la incompetencia de los mandos ingleses y su incapacidad para tomar una plaza defendida por una fuerza diez veces inferior en número a la armada británica. En el 'Prefacio', Smollett reconoce además la deuda que tiene su novela con dos obras bien conocidas y que él mismo había traducido al idioma inglés: Don Quijote de la Mancha de Cervantes (1605-1615), y el Gil Blas de Alain-René Lesage (1715-1747).
La obra fue en un primer momento publicada anónimamente, dado que Smollet decidió no firmarla, temeroso de que sus anteriores fracasos como dramaturgo perjudicaran su éxito y buscando suavizar las previsible críticas que recibiría en las reseñas de las revistas de la época. Posteriormente, ante el éxito de la obra, reconoció alegremente su paternidad, por lo que las subsiguientes ediciones de la misma están, ya sí, firmadas.

## Resumen del argumento
La novela narra, en primera persona, la historia de la vida de Roderick "Rory" Random, un caballero oriundo de Escocia (como el autor), hijo de un noble que se había casado, morganáticamente, con una mujer de clase baja, lo que lleva al abuelo de Roderick a desheredar y repudiar a su hijo. La madre de Roderick muere poco después del parto, y su padre se vuelve loco por la pena que le causa el hecho, desapareciendo en misteriosas circunstancias. Es su abuelo, pues, el que se hace cargo de Roderick durante su infancia, pero como desprecia a la criatura, lo envía muy pronto a una escuela de pueblo donde lo establece como pupilo de un arrendatario suyo, y malpaga la educación del muchacho. Tras varios años de maltrato en dicha escuela, cuyo maestro muestra una gran inquina hacia Roderick, y durante los que traba amistad con un compañero llamado Hugh Strap, el abuelo recibe informes muy negativos del maestro de Roderick, y decide dejar de pagar la manutención del mismo y abandonarlo. 
Afortunadamente, el tío materno de Roderick, el teniente de navío Tom Bowling, logra rescatarlo y lo establece en casa de un pariente como aprendiz de cirujano en Glasgow, a donde Roderick se traslada y donde sobrevive gracias a la escasa ayuda que su tío le puede hacer llegar. Sin embargo, justo cuando Roderick ha obtenido el título de cirujano, su tío se ve forzado a abandonar la marina, y Roderick queda solo y sin amigos en Glasgow. Se pone a trabajar como aprendiz de boticario, pero al cabo de un tiempo tiene que marchar de Glasgow porque se ve involucrado en el embarazo de una criada por parte de su patrón. Decide ir a buscar fortuna a Londres, y, en el camino, al llegar a Newcastle-upon-Tyne, se encuentra con su antiguo compañero Hugh Strap, que trabaja en la ciudad como aprendiz de barbero, y se le une. Desde ese momento, Strap, que se muestra como alguien algo simple, será el leal compañero de Roderick, al que ayudará de manera incondicional a pesar del mal trato que a veces este le propinará.
Al llegar a Londres, Roderick intenta acceder a la Marina en calidad de ayudante de cirujano, pero, a pesar de superar las pruebas con soltura, su carencia de dinero (para sobornos) y falta de contactos se lo impiden. Sin embargo, encuentra trabajo como ayudante de un boticario escocés, con el que comienza a trabajar al tiempo que Strap encuentra trabajo de barbero, y logra que un noble le contrate como ayuda de cámara en su viaje a Francia, al que acompaña dejando solo a Roderick. Por su parte, Roderick, como quiera que no corresponde a los favores que la hija del boticario le concede, cae en desgracia y se ve forzado a abandonar su empleo. 
Solo, y sin un penique, Roderick vaga por las calles y es finalmente detenido por una cuadrilla de reclutadores forzosos (reclutadores que recorrían las calles de Londres obligando a los vagabundos a alistarse en la marina). Lo llevan a un barco, en el que el segundo ayudante de cirujano, Jack Rattlin, un conocido suyo, lo reconoce y logra que el capitán lo acepte como tercer ayudante de cirujano. Así, Roderick se embarca en la marina británica, en la que participa en el desastroso intento de tomar Cartagena de Indias. Durante la expedición, el capitán muere y es sustituido por su segundo, un oficial paranoico y vengativo que, aliado con el médico de la nave, hace la vida imposible a Roderick y a su amigo Jack: Roderick acaba siendo acusado de espía y encarcelado por ello, y Jack acaba por tirarse por la borda. Tras la desastrosa expedición, el barco recala en Jamaica, y Roderick, libre ya de toda sospecha, es trasladado a otro barco que carecía de ayudante de cirujano, y se queda en Jamaica para servir en el barco, que realiza labores de patrullaje. Sin embargo, uno de los oficiales del nuevo navío, Crampley, es un enemigo de Roderick de su etapa en Glasgow, y, cuando el capitán del barco muere en el regreso del mismo a Europa, Crampley asume el mando y hace detener a Roderick. 
El barco naufraga frente a las costas de Inglaterra, y Roderick es abandonado en el barco; consigue, no obstante, salvarse, y, tras llegar a la costa, se emplea como criado en la casa de una excéntrica señora de la comarca, cuya sobrina, Narcissa, será el gran amor de Roderick. Surgido el amor, Roderick salva a Narcissa de un squire que quería forzarla, pero se ve forzado a huir, con tal mala suerte que unos contrabandistas lo secuestran y se lo llevan a Boulogne, donde es liberado a cambio de todo lo que lleva encima. 
En Francia, abandonado a su suerte, se dirige a Calais con la esperanza de hallar un pasaje de vuelta a Inglaterra. En Calais se encuentra con su tío Tom Bowling, el cual había tenido que dejar la marina por desafiar a un duelo a su capitán, y decide pagarle el pasaje a Inglaterra para que recupere su puesto, al tiempo que el traba amistad con un capuchino al que decide acompañar a París. El capuchino lo engaña y abandona en el camino, y Roderick, sumido en la necesidad, se acaba alistando en el ejército del Rey de Francia como soldado. Aunque lo ignora, Francia está en plena guerra de los 7 años, y el regimiento de Roderick es enviado a Alemania, donde participa en la batalla de Dettingen. Tras esta, y durante una guardia en un cuartel, Roderick coincide con un noble caballero que resulta ser su viejo amigo Strap, el cual había heredado una importante cantidad de dinero de su patrono, que había muerto. Strap compra la licencia de Roderick, y juntos vuelven a Londres con un plan para hacer fortuna: que Roderick se haga pasar por un rico caballero, y cace a alguna rica heredera con la que casarse.
Vuelven a Londres, y tras unos sarcásticos retratos de la alta sociedad, deben abandonar el plan. A fin de conseguir dinero, Roderick decide hacer uso de las amistades que se ha labrado durante ese tiempo para conseguir algún empleo o sinecura del gobierno. Traba conocimiento con un noble, el conde Strutwell, un homosexual que se le insinúa y luego, cuando Roderick no le sigue el juego, lo engaña (el conde Strutwell es el personaje más abiertamente homosexual del siglo XVIII). Semiarruinado, Roderick se da al juego, y comienza una vida picaresca entre la alta sociedad, estafando a su sastre, y prosiguiendo su plan de cazar esposa. Vuelve a fracasar, y, arruinado y con múltiples deudas, es detenido y enviado a la cárcel de Newgate por deudas. En la cárcel conoce la historia de Mr Melopyn, un dramaturgo fracasado que es además engañado por David Garrick (hecho de nuevo autobiográfico). 
Finalmente, Roderick es rescatado por su tío, que se había empleado como primer oficial en un barco mercante y había logrado hacer algo de fortuna. Su tío hace que la naviera para la que trabaja contrate a Roderick como cirujano, y a Strap de administrador del barco, y se embarcan para practicar el comercio triangular: cargan de baratijas su barco en Londres; van a Guinea, donde las venden a cambio de esclavos negros; se dirigen con ellos a Paraguay y Argentina, donde los venden con gran beneficio y compran café y azúcar para llevarlo a Inglaterra. 
Al llegar a Buenos Aires, es invitado por un hidalgo español a su villa, y allí conoce a un caballero inglés, Don Rodrigo, que resulta ser su padre. Reencontrado con su padre, este vende sus propiedades y, ricos, se embarcan de regreso a Inglaterra. Llegan a Londres, y, gracias a su considerable fortuna, Roderick consigue prometerse a su enamorada, Narcissa, con la que, rico y feliz, se casa, concluyendo la novela cuando compran la antigua heredad de su abuelo en Escocia y se instalan como una familia en ella.

## Valoración
Las aventuras de Roderick Random poseen un rasgo característico de las novelas de aventuras del siglo XVIII, y es la inexorable velocidad con que transcurre la acción. A diferencia de la moderna narrativa de aventura, en la que se intercalan episodios intensos con tramos donde se trata de recuperar el resuello narrativo para recapitular y recapacitar sobre lo ocurrido, la obra de Smollett no da tregua al lector, y transforma la trama en un torrente de hechos bien encadenados pero consecutivos, que transcurren a una velocidad de vértigo, impidiendo de esta manera que el lector tenga tiempo de aburrirse. Así, al igual que pasa en otras novelas de la época como el Cándido de Voltaire o el Gil Blas de Lesage, el ritmo narrativo se mantine constante a lo largo de toda la trama, pero es muy diferente del ritmo al que el lector moderno pueda estar habituado, siendo aquel mucho más ágil y menos autorreflexivo. Los únicos momentos en los que la acción se detiene se dan cuando alguno de los personajes con los que Roderick Random se va encontrando cuenta alguna historia ajena a la trama; esto quizá constituya otro rasgo característico de la obra, pero de nuevo es algo común en su época: así por ejemplo, en la primera parte de la novela una prostituta londinense cuenta al protagonista la historia de su vida, suponiendo un aparte tras el cual Roderick acaba en la mar; posteriormente también se contarán otras historias: la del dramaturgo Mr Melopyn en Newgate, la del padre de Roderick,... La novela se divide en capítulos no muy largos, cuyo título es el resumen de lo que en ellos pasa, y dedicando cada capítulo a un episodio, o, si este es largo, varios a ello. Por tanto, la estructura de la obra, aunque muy efectiva y magistralmente empleada, se circunscribe en el género picaresco (pero no clásico, ya que el protagonista no es un pícaro), y carece de la variada originialidad que se encuentra en otras novelas de la época como Tristram Shandy, Tom Jones o Jacques el fatalista.
La novela, además, es una muestra excelente del amor que tenía Smollett por todo lo grotesco que hay en el mundo, algo que emplea a modo de mordaz crítica de muchos de los males de su época: en la obra se describe sin paliativos la dureza de la vida en el mar, ofreciendo vívidas semblanzas de la suciedad y pestilencia de un navío de la Royal Navy (experiencia personal de Smollett); la miseria humana y física de las calles de Londres o Glasgow están igualmente presentes en la novela, así como la ignorancia, el esnobismo y la ineptitud de las clases altas, presentes en toda la obra; la trapacería de los tenderos y comeriantes, siempre ávidos de hacer dinero a costa de engañar a sus clientes; la incompetencia de los mandos ingleses; la dureza de la vida en el ejército desde el punto de vista de un soldado raso se trata igualmente en el episodio de Francia; la crítica a la petrimetrería; la aversión del autor por la homosexualidad, tema que aborda de manera explícita a través de dos personajes;... Sin embargo, aunque en mucho de esto Smollett parece buscar la denuncia, al hombre actual sorprende que, en otros episodios como el del comercio triangular, Smollett no critique el esclavismo, sino que parezca contentarse con que no se practique en Gran Bretaña, o que continuamente insista implícitamente en la necesidad de la subordinación social: Smollett es, en definitiva, un crítico de su tiempo, pero no trata de ir mucho más allá.
Los personajes de la obra son en muchos casos tipos sociales. Apartándose de Roderick Random, que es el protagonista y narrador de la historia, la mayoría ejerce un papel asociado con su clase, posición u oficio: el rico esquire hermano de Narcissa se muestra como un caballero rural snob aficionado a la caza; los marineros y los soldados son rudos y bruscos; los clérigos católicos (papistas en la obra) son malvados y tratan de engañar al protagonista siempre que pueden (visión común para los anglicanos de la época); Strap, aunque en diversas ocasiones adopta papeles por encima de su posición, se muestra sumiso y fiel al protagonista, respetando en todo momento la distancia social que por nacimiento les separa;... Es necesario señalar además que Roderick Random no es en absoluto un pícaro (en todo momento se trata de comportar como un gentleman británico), y aunque sus aventuras se circunscriben en el género de la picaresca, no actúa en ningún momento como lo habrían hecho Lazarillo de Tormes o Guzmán de Alfarache: la novela es más moderna en ese sentido que las demás picarescas. Sin embargo, se compone de personajes planos, tratados sin gran profundidad psicológica, y que, a pesar de pasar por inmensas vicisitudes, no parecen evolucionar sustancialmente. Aun así, en el tratamiento de los personajes Smollett se circunscribe en la tradición literaria inglesa, en la que haciendo uso de unas simples pinceladas el autor consigue dar vida a los personajes, y mostrarlos más auténticos que de haber dedicado capítulos enteros a profundizar en ellos.